# محمد قزعاط
محمد قزعاط (1952-2024) طبيب فلسطيني من محافظة دير البلح، كان أحد مؤسسي جراحة الأطفال في قطاع غزة. اغتيل هو وابنه الطبيب يوسف في 12 مايو 2024 خلال ضربةٍ جوية نفذتها القوات الجوية الإسرائيلية على منزله الكائن في دير البلح وسط قطاع مدينة غزة، وذلك خلال الرد الإسرائيلي على عملية طوفان الأقصى.